# Kaukasus-Emirat

Flagge des Kaukasus-Emirats

Das Kaukasus-Emirat (russisch Кавказский Эмират/Kawkasskij Emirat; arabisch إمارة القوقاز الإسلامية, DMG Imārat al-Qauqāz al-islāmiyya; tschetschenisch Имарат Кавказ/Imarat Kawkas) war eine Terrororganisation im russischen Nordkaukasus. Die Organisation proklamierte dort 2007 einen islamischen Staat in Form eines Emirats, konnte diesen aber nie bilden, da sie nie die Herrschaft über ein Staatsgebiet erlangte. Sie verübte viele Terroranschläge in Russland, der Höhepunkt ihrer Aktivität war 2010. Danach nahmen die Aktivitäten der Gruppe ständig ab aufgrund der Bekämpfung der Gruppe sowie der Abwanderung ihrer Mitglieder in andere Gebiete, bspw. Syrien. 2015 ging sie in der Terrororganisation Islamischer Staat (IS) auf.
Das Kaukasus-Emirat begriff sich als eine Art Nachfolgestaat der international ebenfalls nicht anerkannten Tschetschenischen Republik Itschkerien, beanspruchte jedoch weitaus mehr Gebiete als diese und verstand sich als gesamt-kaukasische Bewegung. Führende Mitglieder der tschetschenischen Unabhängigkeitsbewegung, allen voran die Exilregierung, distanzierten sich vom Kaukasus-Emirat; auch die Unterstützung durch die Bevölkerung war gering.

## Geschichte
Das Kaukasus-Emirat wurde am 31. Oktober 2007 vom tschetschenischen Terroristen und Rebellenführer Doku Umarow ausgerufen. Umarow bekannte sich später sowohl zu den Anschlägen auf die Moskauer Metro 2010 als auch zum Terroranschlag am Flughafen Moskau-Domodedowo 2011.
Am 26. Mai 2011 setzte die US-Regierung das von Umarow geführte Emirat auf die von den USA geführte Liste der Terrororganisationen und setzte ein Kopfgeld von bis zu fünf Millionen Dollar für Hinweise aus, die zur Ergreifung Umarows führten. Als er 2013 getötet wurde, trat Ali Abu Muchammad al-Dagestani seine Nachfolge als „Emir“ an. Nach dessen Tod übernahm Mohammed Suleymanow wiederum das Amt des „Emirs“. 2015 schwor die Organisation den Treueeid auf die Terrororganisation Islamischer Staat.

## Bedeutung und Akzeptanz
Das Kaukasus-Emirat war nie als Staat existent, das beanspruchte Territorium stand stets unter Kontrolle der russischen Regierung.
Militante Anhänger des Kaukasus-Emirats verübten jedoch immer wieder Anschläge im gesamten Nordkaukasus; ihr Ziel war es, im Nordkaukasus einen islamischen Staat im Sinne der Scharia zu etablieren. Sowohl Russland als auch die Vereinigten Staaten bezeichneten das Kaukasus-Emirat als terroristische Organisation. Auch der Sicherheitsrat der Vereinten Nationen setzte das Kaukasus-Emirat auf eine Liste von Organisationen, die mit al-Qaida zusammenarbeiten. Der österreichische Nationalrat nahm am 7. Juli 2021 im Rahmen des „Anti-Terror-Pakets“ die Symbole des „Kaukasus-Emirats“ in die Liste der nach Abzeichengesetz verbotenen Abzeichen auf.
Das Emirat war auch unter den zahlreichen Völkern des Nordkaukasus umstritten. Allerhöchstens eine sehr kleine Minderheit der Bevölkerung dürfte die politischen Ziele der Islamisten aktiv unterstützt haben. Führende Angehörige der tschetschenischen Separatistenbewegung (unter ihnen Achmed Sakajew) lehnten das Emirat ab.

## Gebietsansprüche

Beanspruchte Gebiete

Flagge des Vilâyets Noxçiyçö (Tschetschenien)

Im Gegensatz zur Tschetschenischen Republik Itschkeria, die sich auf die Region Tschetschenien beschränkte, sah sich das Kaukasus-Emirat als Bewegung für den gesamten Nordkaukasus.
Im Einzelnen beanspruchte das Emirat folgende „Vilâyets“:
- Vilâyet Noxçiyçö (Tschetschenien)
- Vilâyet Ġalġayçö (Inguschetien)
- Vilâyet Dagestan
- Vilâyet Iriston (Ossetien) (inklusive des völkerrechtlich zu Georgien gehörenden Südossetiens)
- Das vereinigte Vilâyet von Kabarda und Balkar (Kabardino-Balkarien) sowie Karachay (größerer Teil von Karatschai-Tscherkessien)
- Vilâyet Nogaier Steppe (die Gebiete innerhalb der Region Stawropol, die von Nogaiern bewohnt sind)

## Emire des Kaukasus-Emirats
- Doku Umarow (31. Oktober 2007 – 7. September 2013)
- Ali Abu Muchammad al-Dagestani (18. März 2014[14] – 19. April 2015)
- Mohammed Suleymanow (2. Juli 2015 – 11. August 2015)